# Gauche écologique, communiste et rénovée
 (janvier 2020).
Si vous disposez d'ouvrages ou d'articles de référence ou si vous connaissez des sites web de qualité traitant du thème abordé ici, merci de compléter l'article en donnant les références utiles à sa vérifiabilité et en les liant à la section « Notes et références ».

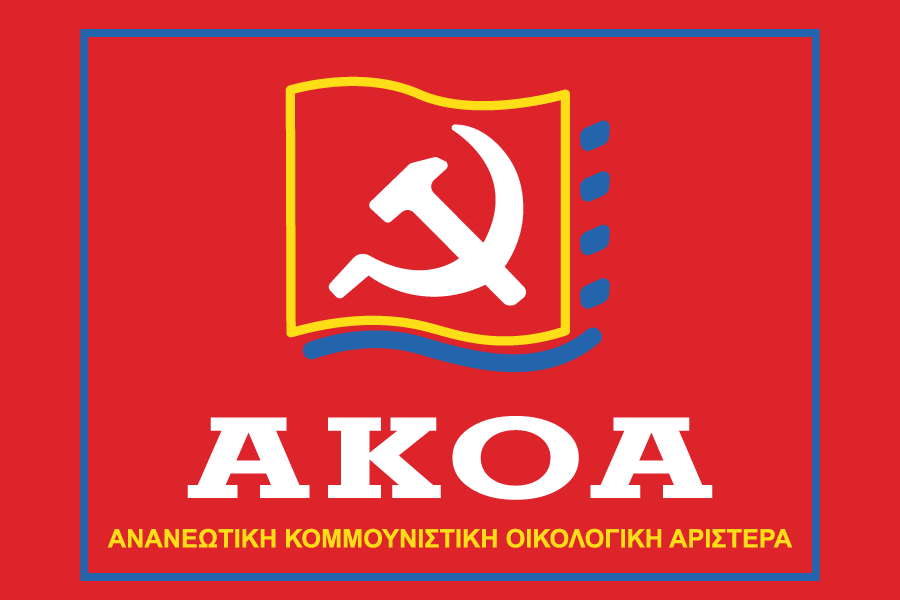
Drapeau de la Gauche écologique, communiste et rénovée.

La Gauche écologique, communiste et rénovée (grec moderne : Ανανεωτική Κομμουνιστική Οικολογική Αριστερά (Ananeotikí Kommounistikí Oikologikí Aristerá), abrégé en AKOA) est un parti politique grec de type eurocommuniste fondé en 1987 comme une scission du Parti communiste de Grèce (intérieur). À partir des élections de 2000, il soutient Synaspismós, puis à partir de 2004, la coalition SYRIZA dans laquelle il se dissout en 2013.
Il avait le statut d'observateur au sein du Parti de la gauche européenne.